# Aprionus myrmecophilus
Aprionus myrmecophilus är en tvåvingeart som först beskrevs av Jean-Jacques Kieffer 1913.  Aprionus myrmecophilus ingår i släktet Aprionus och familjen gallmyggor.
Artens utbredningsområde är Frankrike. Inga underarter finns listade i Catalogue of Life.